# Classe Round Table
La classe Round Table  est une petite classe de chalutiers militaires  construite au Royaume-Uni pendant la Seconde Guerre mondiale pour la Royal Navy.

## Histoire
Les navires ont été conçus essentiellement en utilisation de dragueur de mines et navire lutte anti-sous-marine.
Deux navires ont été commissionnés en tant que balayeur de champ de mines (Danlayer en anglais) en 1944 : les Sir Galahad et Sir Lancelot.
Ils ont été vendus en 1946.

## Les unités
- HMS Sir Agravaine (T 230)
- HMS Sir Galahad (T 226)
- HMS Sir Gareth (T 227)
- HMS Sir Geraint (T 240)
- HMS Sir Kay (T 241)
- HMS Sir Lamorak (T 242)
- HMS Sir Lancelot (T.228)
- HMS Sir Tristam (T 229)